# 仮名手本硯高島
『仮名手本硯高島』（かなでほんすずりのたかしま）とは、歌舞伎の演目で忠臣蔵物のひとつで講談や読本における『徳利の別れ』を芝居にしたものである。通称『赤垣源蔵』。なお外題にある「高島」は初演時に主役・赤垣源蔵を演じた四代目市川小團次の屋号を利かせたものである。安政5年（1858年）5月、江戸市村座にて初演。二代目河竹新七（河竹黙阿弥）作。

## 概要
この芝居の設定は『仮名手本忠臣蔵』をはじめとした「忠臣蔵もの」（赤穂事件）の世界に基づいているので、簡単にそのあらすじを紹介する。塩冶判官（史実の浅野内匠頭）が自身を侮辱した高師直（史実の吉良上野介）を殿中で切りつけたが果たせなかった。殿中での抜刀を重く見た幕府により塩冶判官は切腹、塩冶家もお取り潰しとなったものの、対する高師直には何らお咎めがなかった。そこで塩冶判官の家臣大星由良助（史実の大石内蔵助）率いる四十七士は主君の仇である師直に家に討ち入り。見事師直を討ち取ったものの幕府にその責任を問われ、全員切腹する事となった。

本演目は他の作者によって書かれてきた忠臣蔵もののサイドストーリーをかき集めて構成されたものであり、第十一冊の「塩山の屋舗に土産の徳利」のみが新たに書かれた部分である。初演以降、この部分がもっぱら演じられており、以下これを中心に解説する。

第十一冊は四十七士の一人赤垣源蔵を主人公としたサイドストーリーであり、講談の世界では『徳利の別れ』と呼ばれ、以下のようなあらすじである。討ち入りの前夜、源蔵は今生の別れを済ませようと兄のもとを尋ねるが、あいにく兄は不在。そこで兄の小袖を兄に見立て、用意した酒と徳利で兄（に見立てた小袖）と二人で酒を飲み、別れの挨拶をして去っていく、というものである。

本演目の第十一冊では上記のストーリーをもとに、赤垣があたたかく迎えられる場所を断ち切って忠義のために命を捨てるなどの脚色を加えて構成されたものである。

なお、討ち入りは秘密裏に行う必要があるので、赤垣は兄の家族にも真意を伝えられないが、忠臣蔵ものものでは「南部坂雪の別れ」「松浦の太鼓」「鳩の平右衛門」など討ち入りを秘密にしなければならないがゆえの悲喜劇を扱ったものが数多く存在し、本演目もその中の一つである。詳細は忠臣蔵の項目を参照されたい。

## あらすじ
第十一冊「塩山の屋舗に土産の徳利」
雪の積もる、十二月の冬の日。秋坂藩の家老塩山与左衛門の屋敷に、主の与左衛門が勤めを終えて帰ってきた。すると玄関前で家の中間が大酒を呑んでひどく酔っ払い、投げた雪玉が与左衛門につい当ってしまうが、与左衛門は寛大にもこれを許し下がらせる。与左衛門には中垣源蔵（史実の赤埴源蔵）という弟がおり、これが塩冶判官の家中となっていたがお取り潰しになって以来、浪人の身で毎日大酒をあおっていた。兄の与左衛門は酒を呑んで暴れる中間を見て、源蔵のことを思い出したのであった。
そういえばその源蔵が、しばらく塩山家に来ないが…と与左衛門が妻のさみや息子の与之助とくつろいで話をしていると、主君より再びの呼び出しを受けたので参上しようとするが、先ほど当てられた雪玉で小袖の袖が濡れていたのに気が付く。与左衛門は小袖を脱ぎ替え、また雪の降る中を出かけていった。
そのあとに与左衛門の弟の中垣源蔵が、そぼろななりで兄を訪ねに塩山邸にあらわれる。見れば手には風呂敷に包んだ酒入りの徳利を持っていて、兄与左衛門への進物だという。塩山家の若党や下女は日頃の酒癖の悪さを知っているので、箒を逆さに立てようかなどと密かに話し合うが、さみや与之助が源蔵の応対をする。源蔵は与左衛門がいつ戻るかわからないと聞いて残念がる。さみは源蔵がいつも金の無心に塩山家を訪れるので、そのことかとそれとなく聞くといやそうではない、じつはこのたびさる大名家に仕官が決まり、明朝その国許へ出立するので暇乞いに来たのだという。それはめでたい事と、さみは酒肴の用意をさせる。
と見ると、近くに立てた屏風に小袖がかけてあるのに源蔵は気付き、これはなにかと尋ねる。与左衛門が着物を濡らしたので乾かすためにかけてあるのだと聞くと、源蔵はその小袖をかけた屏風の前に与之助を座らせて、これを兄与左衛門のかわりとして酒を酌み交わし、また義理の姉であるさみともこれが別れと盃を交わした。だがその中で思わず涙をこぼすありさまに、さみや与之助は不審がる。源蔵はそれをまぎらわそうと、間近にあった書見台の『元服曽我』の謡本を見て、その一節「人は一代、名は末代」の部分を謡い、曾我兄弟の仇討ちの話によそえて与之助に親には孝、主君には忠義を尽すよう諭し、やがて七つの鐘を聞くと別れを惜しみながらも徳利を置いて帰っていった。
与左衛門が帰ってきた。与左衛門は源蔵が来て徳利を置いていったこと、また新たに仕官して明日出立することを聞く。そして盃を交わすなかに涙をこぼしていたこと、また仕官したというにも拘らずみすぼらしいなりをしていたこと…さらに曽我兄弟を引き合いに出して与之助に教え諭したことを聞いて与左衛門は、「そんならもしや」と次のようにつぶやいた。「彼れが宅は本所じゃな」

## 解説
源蔵が塩山邸を訪れたこの日こそ、義士討ち入りの当日であった。源蔵は兄与左衛門に会えるのもこれで最後と覚悟を極め、討ち入りの前に自分の形見として徳利を携え訪ねに来たのである。不在であった与左衛門はその様子を聞いて、源蔵たちが亡君の敵討ちをするのに極まったのだと悟る。最後のせりふ「彼れが宅は本所じゃな」も本所の吉良邸（高師直）をほのめかしたものである。
『仮名手本硯高島』は他の作者によって書かれてきた「蜂の巣の平右衛門」や「弥作の鎌腹」をかき集めて構成されているが、第十一冊の「塩山の屋舗に土産の徳利」のみが新たに書かれた部分である。ただし話の筋はもともと天保年間の講釈師初代一立斎文車が語ったものだという。
「塩山の屋舗に土産の徳利」では「塩山邸玄関の場」と「同座敷の場」を廻り舞台で交互に見せて一幕としたものであるが、初演の時の絵本番付を見るとこのあとさらに返しとしてもう一幕あり、本懐を遂げて引き上げる途中の義士一行の前に与左衛門たちがあらわれ、義士姿の源蔵に会うという件りがあったようだが、この場の初演時の台本が伝わっていないので詳細は不明である。また『黙阿彌全集』所収の台本では役名が「赤垣源蔵」となっているが、初演当時の役割番付を見ると「中垣源蔵」となっているので、上のあらすじでもそれに従った。
この『仮名手本硯高島』は初演当時評判がよく、なかでもこの中垣源蔵の別れの場面が大いに受けたが、源蔵役の小團次が途中で病気になり休演してしまったという。この中垣（赤垣）源蔵はのちに五代目尾上菊五郎や七代目市川團蔵、六代目菊五郎も演じている。
本作は黙阿弥にとって最初の忠臣蔵ものであるが、黙阿弥は忠臣蔵ものだけで１４作も作っている。その中で義士銘々伝を脚色したのは５度で、本作のほかには、義士達が次第に江戸へ下っていく様子を描いた『東駅（とうかいどう）いろは日記』、「鳩の平右衛門」を脚色した『稽古筆七（けいこふでななつ）いろは』、討ち入り当日を銘々伝に割り当てた『四十七石忠箭計（しじゅうしちこくちゅうやどけい）』、「義平拷問」、「山科閑居」、「島原遊興」、「清水一角」を取り合わせた『忠臣いろは実記』がある。

## 本作以前の「徳利の別れ」
「徳利の別れ」は史実ではなく、史実では赤埴源蔵には兄はおらず弟と妹がいるだけである。
史実において赤埴は元禄15年12月12日に妹の夫である田村縫右衛門のもとを訪ねている。その日赤埴が普段より着飾ってた事に関して縫右衛門の父から苦言を呈されたが、赤埴は苦言に感謝の意を述べ、一両日中に遠方に参る為あいさつに来た旨を述べた。そして縫右衛門と杯を交わして別れている。
本作は前述のように天保年間の講釈師一立斎文車の講釈をもとにしているが、現存する講釈の筆記本はすべて明治以降のものであり、文車の講釈そのものは伝わっていない。
しかし文車の友人である為永春水が文車の講釈をもとにして「徳利の別れ」の場面を『正史実伝いろは文庫』の中に書いており、文車の講釈の内容がある程度推測可能である。
『正史実伝いろは文庫』では中垣玄蔵（史実の赤埴源蔵）は浪人により困窮しているにもかかわらず、兄の芝多伊左衛門から貰った衣類を酒代に変えてしまうような男で、伊左衛門の内儀や下女からは嫌われていた。討ち入り前日、中垣は酒気を帯びて兄の家を訪ねるも、兄は外出しており兄の妻も癪気だとして会わない。そこで中垣は兄への土産の徳利を下女に差出し、「西国に仕官が叶って暇乞いにきた。今後死ぬことがあっても恩は忘れない」という伝言を泣きながら言って帰った。翌日、兄・伊左衛門の使いの者が討ち入りから引き上げる中垣と会い、形見の品を受け取る。中垣の徳利は伊左衛門の家の家宝になった。
吉田弥生は上述の『正史実伝いろは文庫』の記述や明治期の講釈の速記を本作と比べる事で本作における黙阿弥のオリジナルな部分を推測している。まず黙阿弥は赤垣が兄の家に入るとき足の泥を畳にこすり付ける場面を付け加えることで、赤垣の無粋でこだわらない性格を演出した。また講釈では中垣は討ち入り前日に兄の家を訪れていたが、黙阿弥はこれを討ち入り当日に変更する事で緊迫感を演出している。講釈では中垣は周囲からよく評価されていないのに対し、本作の赤垣は義姉からあたたかく迎え入れられるという独自の脚色が施されている。この変更により、赤垣があたたかく迎えられる場所を断ち切って忠義のために命を捨てる事を演出している。またこれにより黙阿弥が創造した人物・与之助を兄に見立てて赤垣が酒を飲む行為に意味を持たせている。さらに元服曽我の「人は一代、名は末代」という謡いを入れる事で、討ち入りを控えた赤垣の心情をわかりやすく表現した。
なお、本作のト書きにある赤垣の服装は『正史実伝いろは文庫』の挿絵のそれと共通しており、挿絵を参考にした事が十分考えられる。
吉田弥生の調査によれば、本作以前の歌舞伎で「徳利の別れ」を描いたものはなく、逆に本作以降に書かれた『忠臣蔵月雪花誌』(明治12年12月久松座初演)、『天下一忠臣照』（明治17年9月新富座初演）など、「赤垣源蔵」が出れば「徳利の別れ」の筋に定着している。

## 全段の構成
鶴岡の社頭から始まり討ち入りまでを描く通し狂言で、全11冊に「大尾」をつけた12の場面からなっている。構成を11冊にしたのは『仮名手本忠臣蔵』が11段構成なのを意識したものと思われる。
- 第壱　　鶴岡の社頭に名香の星兜
- 第二　　足利の殿中に松月の争論
- 第三　　驛路の立場に蜂巣の辻占
- 第四　　本国の城中に血汐の鞘割
- 第五　　藤棚の菰帯に貞女の立君
- 第六　　茅野の藁家に義心の鎌腹
- 第七　　吉原の揚屋に無間の人形
- 第八　　立川の酒店に寝言の異言
- 第九　　浅草の雷門に馴初の扇子
- 第十　　本所の浪宅に引手の一腰
- 第十一　塩山の屋舗に土産の徳利
- 大尾　　夜討の本望に肩身の鎗印

## 初演の時の主な役割
- 中垣源蔵（赤垣源蔵）…四代目市川小團次 (途中で休演[11])
- 塩山与左衛門…三代目関三十郎
- 与左衛門の妻さみ…四代目尾上菊五郎
- 与之助…関花助

## 『いろは蔵武士鑑』における赤垣源蔵
明治11年5月大阪いなり北門小屋で上演された人形浄瑠璃『いろは蔵武士鑑』には「赤垣源蔵出立の段」があり、戦後まで『忠臣義士伝』、『義士銘々伝』などの外題で上演されていた。作者は倉田千両であると伝えられる。
内容はやはり講談の銘々伝からの翻案で、赤垣源蔵が討ち入り当日に徳利を下げ千鳥足で兄の源左衛門の家にいき、母に主取りが決まったという。しかし本当は仇討ち前の暇乞いにきたと悟った母は源蔵を励ます為に自害。源蔵は今日が討ち入り当日である事を明かす。これを聞いた若党の曽平太（実は吉良の間者）は討ち入りの事を知らせるため家をでようとするが、源蔵は赤垣家伝来の槍で曽平太を突き刺す。この槍を選別として兄の源左衛門から受け取った源蔵は、武具を取り出して身支度する。それを見た母は喜んで息絶える。